# Winx Club
Pop Pixie
Le Monde des Winx
Winx Club est une série télévisée d'animation italienne pour la jeunesse en 208 épisodes de 22–24 minutes, créée par Iginio Straffi et diffusée entre le 27 janvier 2004 et le 17 septembre 2019 sur Rai 2, Rai Gulp puis Rai Yoyo. Elle fut également co-produite avec les États-Unis de la cinquième à la septième saison, avec la participation de Nickelodeon.
La série a pour trame principale les aventures d'un groupe composé de six fées : Bloom, Stella, Flora, Musa, Tecna et Layla. Elles étudient à Alféa, une école pour les fées se trouvant sur Magix, une planète de la Dimension Magique. Les six camarades forment une équipe appelée les Winx et doivent régulièrement affronter des forces maléfiques.
Phénomène de mode dans les années 2000, principalement en Europe, la série donne naissance à une franchise médiatique et s'est rapidement imposée comme l'un des plus gros succès du studio italien Rainbow S.p.A.. La série connait alors plusieurs adaptations cinématographiques et engendre également une large ligne de produits dérivés avec notamment des lignes de vêtements, des jouets, des jeux vidéos ou encore des romans et de la papeterie. Ce succès attire l'attention du conglomérat américain ViacomCBS qui rachète une partie du studio et participe à la production de trois saisons via Nickelodeon avant de redonner le contrôle de la franchise à Rainbow par la suite.
En France, la série a été lancée le 11 février 2004 sur France 3 dans l'émission T O 3. La chaîne continue sa diffusion dans ses blocs jeunesses jusqu'en 2013. La diffusion principale de la série s'est ensuite poursuivie sur Gulli et Nickelodeon Teen. En Belgique, elle a été diffusée sur Club RTL puis la diffusion s'est poursuivie sur Nickelodeon, qui la diffusait également en Suisse.
Après sept saisons visant un public de préadolescents, une huitième saison visant les enfants âgés de deux à cinq ans et avec un nouveau style graphique est produite. À la suite de la réception mitigée de cette saison, la série n'est pas renouvelée et se termine en 2019. Un reboot en animation 3D, intitulé Winx Club : La magie est de retour, est prévu pour 2025.

## Synopsis
La série suit les aventures d'un groupe de six fées qui se fait appeler les Winx. Il est composé de Bloom, la meneuse du groupe, une fée Terrienne et princesse du Royaume de Domino, qui fut détruit par les Sorcières Ancestrales, ancêtres des Trix. Bloom possède la Flamme du Dragon qui lui donne des pouvoirs liés au feu. Ceux-ci sont invincibles, car ils représentent la source de l'univers magique. Vient ensuite Stella, princesse du Royaume de Solaria et Fée de la Lune et du Soleil. Ses pouvoirs sont très utiles contre les Forces de l'Ombre et autres puissances obscures. Elle possède également un sceptre magique qui lui confère plus de pouvoirs, dont celui de la téléportation qu'elle est la seule à pouvoir maîtriser. Puis Flora, originaire de la planète Lynphea et Fée de la Nature. Ses pouvoirs, à la base concentrés sur les plantes et les fleurs, se sont beaucoup développés. Désormais Flora peut fabriquer toutes sortes de potions et d'antidotes magiques, ainsi que d'autres formules en rapport profond avec la nature. Musa, la fille d'un couple de musiciens de la planète Melody et Fée de la Musique. Tecna, de la planète Zenith et Fée de la Technologie. Son intelligence permet aux Winx de se sortir des situations les plus périlleuses. Et enfin Layla (Aisha en version originale), la princesse du Royaume d'Andros et Fée des Fluides. Elle a intégré le groupe des Winx à partir de la seconde saison. Celles-ci sont parfois aidées par Roxy, introduite dans la quatrième saison, Fée des Animaux et membre par intermittence.
Les Winx étudient à Alféa, une école pour les fées se trouvant sur Magix, une planète de la Dimension Magique. Elles fréquentent les garçons d'une école voisine, la Fontaine Rouge. Cette école forme les Spécialistes, un groupe de guerriers dont la future mission sera de protéger les multiples royaumes de ce monde magique. Ensemble, ils affrontent régulièrement des forces maléfiques, notamment les Trix, un trio de sorcières composé d'Icy, Darcy et Stormy, des étudiantes de l'école de sorcellerie de la Tour Nuage et descendantes de puissantes sorcières diaboliques, les Sorcières Ancestrales.
La série se déroule dans la vaste Dimension Magique, un univers parallèle à la Terre et dans lequel se trouvent plusieurs planètes et royaumes. La planète principale est Magix, où se trouve Alféa.
Winx Club aborde une grande variété de thèmes comme les relations amicales et amoureuses, l'entrée dans l'âge adulte, la guerre, le deuil ou la conservation de la nature. Elle utilise un format de feuilleton télévisé à l'image de nombreuses séries télévisées en prise de vue réelle.

## Distribution
| Personnages             | Voix originales                                                             | Voix francophones                                                       |
| Les Winx                | Les Winx                                                                    | Les Winx                                                                |
| ----------------------- | --------------------------------------------------------------------------- | ----------------------------------------------------------------------- |
| Bloom                   | Letizia Ciampa                                                              | Carole Baillien                                                         |
| Stella                  | Perla Liberatori                                                            | Esther Aflalo                                                           |
| Flora                   | Ilaria Latini                                                               | Alice Ley                                                               |
| Musa                    | Gemma Donati                                                                | Mélanie Dermont                                                         |
| Tecna                   | Domitilla D'Amico                                                           | Tania Garbarski                                                         |
| Layla (Aisha)           | Laura Lenghi                                                                | Delphine Moriau                                                         |
| Roxy                    | Debora Magnaghi                                                             | Audrey d'Hulstère                                                       |
| Les Spécialistes        |                                                                             |                                                                         |
| Sky                     | Alessandro Quarta                                                           | Sébastien Hébrant                                                       |
| Brandon                 | Massimiliano Alto                                                           | Alexandre Crépet                                                        |
| Riven                   | Mirko Mazzanti                                                              | Mathieu Moreau                                                          |
| Timmy                   | Corrado Conforti                                                            | Tony Beck                                                               |
| Helia                   | Francesco Pezzulli                                                          | Arnaud Léonard (saisons 2 et 3) Pierre Lognay (depuis la saison 4)      |
| Nabu                    | Sasha De Toni                                                               | Christophe Hespel                                                       |
| Les Trix                |                                                                             |                                                                         |
| Icy                     | Tatiana Dessi                                                               | Guylaine Gibert (saisons 1 et 2) Bernadette Mouzon (depuis la saison 3) |
| Darcy                   | Federica De Bortoli                                                         | Nathalie Stas                                                           |
| Stormy                  | Valeria Vidali                                                              | Dominique Wagner                                                        |
| Les Professeurs         |                                                                             |                                                                         |
| Faragonda               | Roberta Greganti                                                            | Myriam Thyrion                                                          |
| Griselda                | Franca Lumachi                                                              | Nathalie Hons                                                           |
| Griffin                 | Antonella Giannini                                                          | Catherine Conet                                                         |
| Daphne                  | Raffaella Castelli (saisons 1 à 3) Connie Bismuto (depuis la saison 5)      | Colette Sodoyez Bernadette Mouzon (remplacement, saison 1)              |
| Wizgiz                  | Mino Caprio                                                                 | Peppino Capotondi                                                       |
| Palladium               | Vittorio Guerrieri                                                          | Benoit Van Dorslaer                                                     |
| Codatorta               | Fabrizio Temperini                                                          | NC                                                                      |
| Saladin                 | Oliviero Dinelli                                                            | Peppino Capotondi                                                       |
| Avalon                  | Stefano Crescentini (saisons 2 et 3) Fabrizio Temperini (épisode spécial 2) | Lionel Bourguet                                                         |
| Les Mini-fées / Pixies  |                                                                             |                                                                         |
| Lockette                | Laura Lenghi                                                                | Jennifer Baré                                                           |
| Amore                   | Ilaria Latini (saisons 2 à 4) Francesca Rinaldi (saisons 6 et 7)            | Alexandra Corréa                                                        |
| Chatta                  | Perla Liberatori                                                            | Claire Tefnin                                                           |
| Tune                    | Letizia Ciampa                                                              | Géraldine Frippiat                                                      |
| Digit                   | Gemma Donati                                                                | Stéphane Flamand                                                        |
| Piff                    | Domitilla D'Amico (saisons 2 à 4) Gaia Bolognesi (saisons 6 et 7)           | Stéphane Flamand                                                        |
| Cherie                  | Ilaria Latini                                                               | Laetitia Liénart                                                        |
| Cara                    | Laura Amadei                                                                | Mélissa Windal                                                          |
| Les Ennemis             |                                                                             |                                                                         |
| Lord Darkar / le Phénix | Fabrizio Temperini                                                          | Martin Spinhayer                                                        |
| Valtor                  | Guido Di Naccio                                                             | Bruno Mullenaerts                                                       |
| Mandragora              | Cinzia De Carolis                                                           | Francine Laffineuse                                                     |
| Ogron                   | Patrizio Prata                                                              | Karim Barras                                                            |
| Duman                   | Davide Lepore                                                               | Grégory Praet                                                           |
| Anagan                  | Andrea Lavagnino                                                            | Pablo Hertsens                                                          |
| Gantlos                 | Christian Iansante                                                          | Laurent Vernin                                                          |
| Tritannus               | Alberto Bognanni                                                            | Nicolas Matthys                                                         |
| Selina                  | Eleonora Reti                                                               | Sophie Frison                                                           |
| Acheron                 | Marco Bassetti                                                              | Robert Dubois                                                           |
| Kalshara                | Emilia Costa                                                                | NC                                                                      |
| Brafilius               | Carlo Scipioni                                                              | Pierre Bodson                                                           |
| Argan / Obscurum        | Paolo De Santis                                                             | NC                                                                      |
| Les autres personnages  |                                                                             |                                                                         |
| Vanessa                 | Barbara De Bortoli                                                          | Jacqueline Ghaye                                                        |
| Mike                    | Roberto Certomà                                                             | Franck Dacquin                                                          |
| Mitzi                   | Monica Vulcano                                                              | Sophie Landresse                                                        |
| Knut                    | Roberto Draghetti (saison 1) Stefano Billi (depuis la saison 3)             | Martin Spinhayer                                                        |
| Diaspro                 | Alessia La Monica (saisons 1 à 3) Katia Sorrentino (depuis la saison 5)     | Cécile Florin                                                           |
| Mirta                   | Gaia Bolognesi                                                              | Maia Baran                                                              |
| Roi Oritel              | Luca Graziani (saison 3) Marco Bassetti (depuis la saison 5)                | Laurent Bonnet                                                          |
| Reine Marion            | Rachele Paolelli                                                            | Alexandra Corréa                                                        |
| Roi Radius              | Fabrizio Temperini                                                          | Michel Hinderyckx                                                       |
| Reine Luna              | Ilaria Giorgino                                                             | Helena Coppejans                                                        |
| Cassandra               | Francesca Draghetti                                                         | Fanny Roy                                                               |
| Chimera                 | Raffaella Castelli                                                          | Nancy Phillipot                                                         |
| Roy                     | Emanuele Ruzza                                                              | NC                                                                      |
| Thoren                  | Alessio De Filippis                                                         | Gregory Praet                                                           |
| Nex                     | Daniele Raffaeli                                                            | Pierre Le Bec                                                           |
| Reine Morgana           | Alessandra Cassioli (saison 4) Francesca Rinaldi (saison 6)                 | Valérie Muzzi                                                           |
| Nebula                  | Valentina Mari (saison 4) Rachele Paolelli (saison 6)                       | Cathy Boquet (saison 4) Micheline Tziamalis (saison 6)                  |

Version française : version française (VF) via le carton de doublage en fin d'épisode et Planète Jeunesse.

## Développement

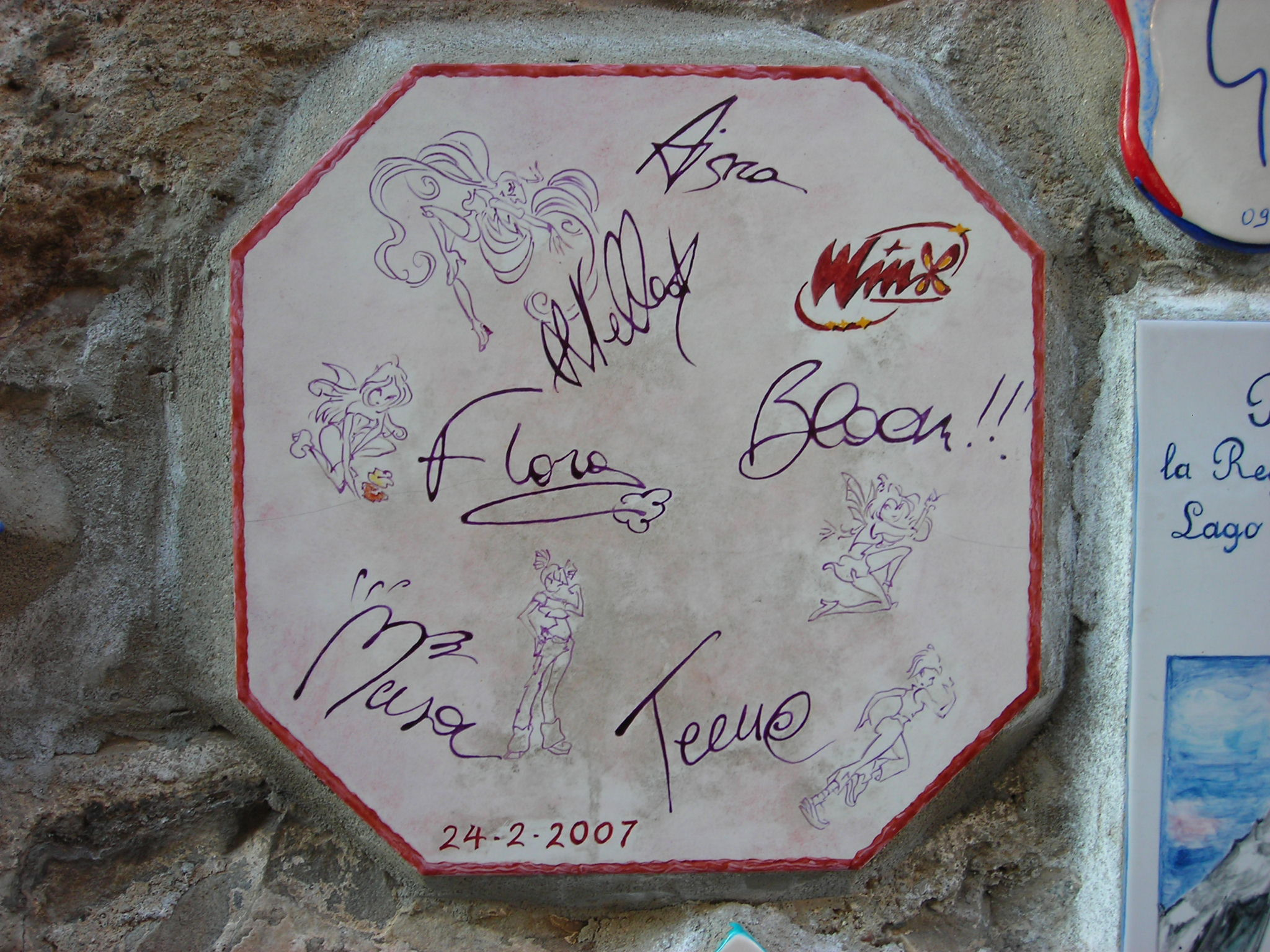
Carreau à Alassio, "signé" par les membres du Winx Club.

### Création
Dans les années 1990, Iginio Straffi remarque que les séries d'animations étaient principalement centrées sur des personnages masculins et que le monde de l'animation jeunesse manquait cruellement de personnages féminins,,. Straffi lance alors le développement d'une série mettant en scène un personnage féminin âgé de seize à dix-huit ans et qui explorerait le passage de l'adolescence à l'âge adulte. La série suivrait la compétition entre deux écoles, l'une pour les fées et l'autre pour les sorcières. Son concept s'inspire de l'animation japonaise, notamment les magical girl comme la série Sailor Moon, et des bandes-dessinées de Sergio Bonelli,.
Le pilote, intitulé Magic Bloom, mettait déjà en scène les membres fondateurs des Winx, à l'exception de Musa dont le rôle était occupé par une fée nommée Lisa. Tecna était également présente mais sous le nom de Tina. Les costumes des fées étaient très différents de ceux de la série finale et s'inspiraient du folklore européen. Le projet attire rapidement l'attention de Rai Fiction qui décide de financer une partie des frais de production en échange des droits de diffusions italiens et une part des bénéfices de la série pendant au moins quinze ans. Néanmoins, après des projections test de l'épisode, Straffi n'est pas satisfait par les retours mitigés des spectateurs qui le jugent daté,. Il décide de re-développer entièrement la série, malgré un investissement de plus de 100 000 € pour l'épisode pilote.
Pour re-développer la série, Straffi fait appel à des stylistes italiens pour retravailler les personnages et leur donner une apparence plus moderne. La production de la série commence officiellement en 2002. Le nouveau nom de la série, Winx est dérivé du mot anglais Wings (Ailes en français), en référence aux ailes des fées. Dès le départ, Straffi voulait que la série attire un public mixte en y ajoutant des éléments pour attirer des spectateurs féminins et masculins. Le premier épisode est présenté à la MIPCOM de 2003 pour attirer des chaînes étrangères, puis la série est lancée officiellement le 28 janvier 2004 sur Rai 2 en Italie.
À l'origine, Straffi avait un plan sur trois saisons avec un long-métrage prévu après la troisième et dernière saison pour conclure l'histoire. Néanmoins, à la suite du succès de la série, Straffi décide finalement de développer une quatrième saison ainsi qu'un deuxième film.

### Retour et co-production avec Nickelodeon
Après la diffusion de la quatrième saison et la sortie du deuxième film, la série s'arrête. Néanmoins, en 2011, le conglomérat américain ViacomCBS commence à s'intéresser à la franchise. En effet, bien qu'étant un succès dans une grosse partie du monde, principalement en Europe, la série a du mal à fonctionner dans les pays anglophones. Ce manque de succès peut s'expliquer par le côté très européen de la série ainsi qu'aux différents doublages anglophones de la série : le premier réalisé par Cinélume, fidèle à la version italienne mais utilisé dans seulement quelques pays, et le second, réalisé par 4Kids TV qui altère énormément les dialogues de la série, la rendant plus superficielle et enfantine et qui censure énormément de scènes. Ce dernier doublage modifie également le montage des épisodes, les rendant parfois différents de ceux diffusés dans le reste du monde.
Pour ViacomCBS, le manque de reconnaissance de la série dans les pays anglophones est un moyen de la relancer complètement dans ces pays et donc d'en faire une franchise importante de sa chaîne jeunesse, Nickelodeon. Le conglomérat rachète 30% de Rainbow S.p.A. pour la somme de 62 millions d'euros et annonce la production d'une cinquième saison de la série. Viacom décide de partager la production de la série entre le studio Nickelodeon Animation Studio aux États-Unis et Rainbow S.p.A. en Italie. Le conglomérat voulait à l'origine acheter le studio entièrement mais décida finalement de laisser Iginio Straffi au contrôle avec 70 % du studio.
Nickelodeon engage également de nouveaux acteurs pour prêter leurs voix aux personnages en version anglaise. Avant de doubler la nouvelle saison, les acteurs procèdent au re-doublage des saisons trois et quatre de la série. Néanmoins, la chaîne ne procède pas au re-doublage des deux premières saisons, ne souhaitant pas les diffuser. Elle commande alors à Rainbow S.p.A. quatre épisodes spéciaux de 42 minutes qui résument les événements de ces deux premières saisons mais avec une nouvelle animation.
La série est relancée dans les pays anglophones en novembre 2011 avec la diffusion des quatre épisodes remake des deux premières saisons sur Nickelodeon aux États-Unis ; suivi par la rediffusion des saisons trois et quatre avec le nouveau doublage puis par le lancement de la cinquième saison. Il s'agit de la première fois qu'une saison de la série est lancée à l'étranger avant la diffusion italienne.
La production de la série est une première pour Nickelodeon : « Co-produire une série n'est pas notre façon de faire habituelle ; nous faisons nos séries nous-mêmes. Mais nous croyons fortement en Winx. » Lors de la production des saisons cinq à sept, Nickelodeon devait approuver les scénarios et l'animation. La chaîne envoya également certains membres de ses équipes pour travailler sur la série.
En 2014, Rainbow S.p.A. et Nickelodeon prolongent leur partenariat avec une septième saison de la série. Néanmoins, en raison de l'échec au box-office du film Les Gladiateurs de Rome, Rainbow S.p.A. est obligé de procéder à plusieurs coupes budgétaires avec notamment la suppression des scènes en animation par ordinateur ainsi qu'un changement d'acteurs pour les voix anglophones de la série.

### Changement de cible
Après la diffusion de la septième saison, Rainbow S.p.A. décide de prendre une pause et ne lance pas immédiatement la production d'une huitième saison. À la suite d'une décision de Straffi, cette saison devait cibler un nouveau public, âgé de deux à cinq ans, alors que les précédentes saisons ciblaient les plus de six ans et les préadolescents. Par ailleurs, ViacomCBS redonne au studio italien le contrôle complet de la franchise à partir de cette saison.
Pour la huitième saison, le studio redesign entièrement les personnages pour les rendre plus jeunes et attirer cette nouvelle cible. Les scénarios ont également été simplifiés pour être compréhensibles pour des jeunes enfants. Une grande partie de l'équipe des anciennes saisons ne fut pas reconduite comme le directeur artistique Simone Borselli ou la chanteuse Elisa Rosselli.
Ce changement de cible était considéré comme essentiel pour Straffi, les séries d'animation attirant désormais un public plus jeune que dans les années 2000. Dans une interview, il déclare : « les fans des précédentes saisons de Winx Club disent sur les réseaux sociaux que les dernières saisons sont enfantines, mais ils ne savent pas que nous devions faire ça. » Parallèlement, Rainbow S.p.A. lance la production d'une adaptation en prise de vue réelles, intitulée Destin : La Saga Winx, pour satisfaire les anciens spectateurs de la série qu'elle ne cible désormais plus.
À la suite de la diffusion de la huitième saison, aucune annonce de renouvellement n'est faite. En 2022, Straffi dévoile finalement qu'un reboot est en développement, également co-produit par Rai Ragazzi. La série Winx Club originale se termine donc avec sa huitième saison.

## Production

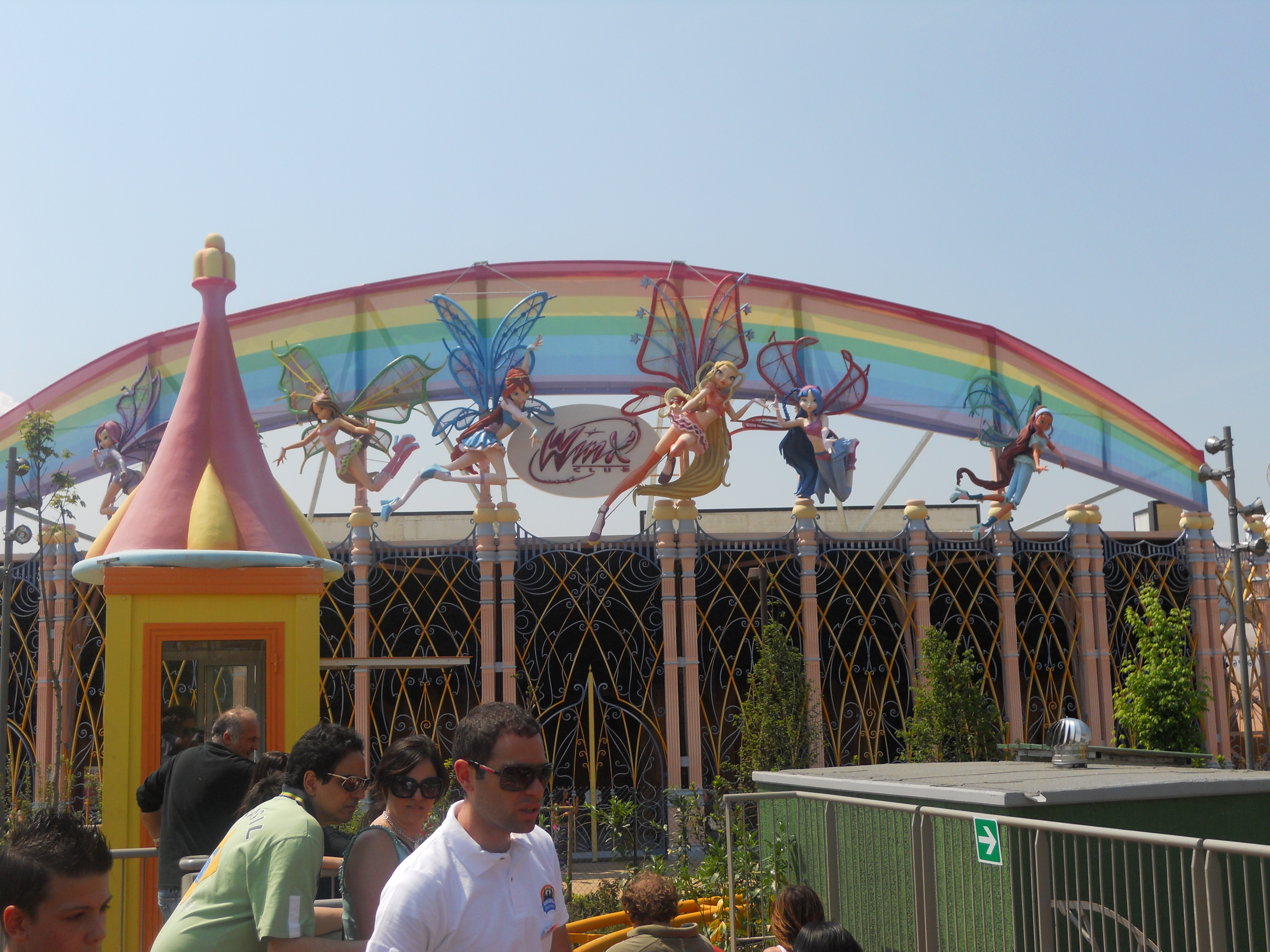
Statues des membres du Winx Club au parc d'attraction Rainbow Magicland en Italie.

### Design des personnages
Visuellement, la série est un mélange d'éléments de l'animation japonaise et européenne que Iginio Straffi décrit comme la marque de fabrique de Rainbow S.p.A.. Les designs des personnages sont basés sur des croquis que Straffi a réalisé en s'inspirant de célébrités du début des années 2000. Dans une interview pour le magazine italien IO Donna, Straffi dévoilera avoir utilisé Britney Spears comme modèle pour Bloom, Cameron Diaz pour Stella, Jennifer Lopez pour Flora, Pink pour Tecna, Lucy Liu pour Musa et Beyoncé pour Layla. Le but était de représenter « les femmes d'aujourd'hui ».
Une équipe était spécialisée dans le développement des expressions et tenues des personnages. Les designers développaient les costumes en faisant des collages en utilisant des photos de magazines avec les modes les plus récentes avant de dessiner les tenues pour chaque personnage. Le directeur artistique des saisons une à sept, Simone Borselli, a lui-même créé les tenues de la première saison malgré son manque d'expérience dans la mode. Quand on lui demande d'où il tient son intuition naturelle pour créer des tenues aussi tendances, Borselli répond avec humour « d'être gay ».

### Animation et écriture
Pour développer des scénarios pour un épisode, la production peut parfois prendre cinq à six mois. Pour les quatre premières saisons, les scénaristes de la série étaient tous basés en Italie. Après l'arrivée de Nickelodeon, une équipe américaine est engagée pour collaborer avec l'équipe italienne, pour un total de trente scénaristes. Le but de cette équipe mixte était de renforcer le côté multi-culturel de la série et attirer un public anglophone, la série ayant auparavant plus fonctionné avec le public européen dans ses premières saisons.
Un épisode était généralement écrit avec deux histoires : un arc narratif qui s'étale sur toute la saison, la série ayant un format de feuilleton télévisé, et une sous-intrigue conclue à la fin de l'épisode. Pour son format, la série s'inspire des Teen drama américains.
Une fois que le scénario et le design des personnages sont approuvés, l'épisode passe dans sa phase de storyboard. Pour un épisode, les artistes réalisent en moyenne des storyboards de 450 pages. C'est à cette étape que les dialogues et la musique sont ajoutés pour déterminer la durée des scènes. Durant les quatre premières saisons, la synchronisation labiale se basait sur les voix italiennes, puis de la cinquième à la septième saison, sur les voix anglophones.
Lors de la première saison, l'équipe de production de la série était composée de seulement dix personnes, basée dans les bureaux de Rainbow S.p.A. à Recanati. En 2006, Iginio Straffi ouvre un second studio spécialisé dans l'animation par ordinateur à Rome. Ce studio travaillait dans un premier temps sur les adaptations cinématographiques de la série avant qu'il ne soit décidé que la série incorporerait également des scènes en animation par ordinateur lors de sa cinquième et sixième saison.

### Musique
Pour Iginio Straffi, la musique est un élément important de la série. Des chansons ont été écrites et composées spécialement pour la série et enregistrées dans quarante langues différentes. Plusieurs compositeurs ont travaillé pour la série dont Michele Bettali, Stefano Carrara, Fabrizio Castania ou encore Maurizio D'Aniello. Lors de l'arrivée de Nickelodeon, le compositeur américain Peter Zizzo, connu pour avoir travaillé avec Céline Dion, Jennifer Lopez ou encore Avril Lavigne, a rejoint la série durant trois saisons.
Une grande partie des chansons de la série ont été interprétées par la chanteuse italienne Elisa Rosselli jusqu'à la saison sept. Pour la promotion de la série sur Nickelodeon, l'actrice et chanteuse américaine Elizabeth Gillies, égérie de la chaîne et interprète de Daphne dans le re-doublage anglophone, interprète la chanson We Are Believix.

### Fiche technique
- Titre original : Winx Club
- Création : Iginio Straffi
- Direction artistique : Simone Borselli (saisons 1 à 7)
- Producteur délégués : Joanne Lee
- Sociétés de production : Rainbow S.p.A., Rai Fiction (saisons 1 à 7), Nickelodeon Animation Studio (saisons 5 à 7) et Rai Ragazzi (saison 8)
- Sociétés de distribution : Rainbow S.p.A.
- Pays d'origine :  Italie /  États-Unis (saisons 5 à 7)
- Langue originale : italien / anglais (saisons 5 à 7)
- Format : couleur - 480i (SDTV) (saisons 1 à 4) - 1080p (HDTV) (saisons 5 à 8)
- Genre : Fantastique
- Durée : 22-24 minutes

 Sauf indication contraire, les informations mentionnées dans cette section peuvent être confirmées par la base de données cinématographiques IMDb,  présente dans la section « Liens externes ».

## Épisodes
| Saisons | Saisons | Nombre d'épisodes | Diffusion originale | Diffusion originale | Chaîne d'origine                                                |
| Saisons | Saisons | Nombre d'épisodes | Début de saison     | Fin de saison       | Chaîne d'origine                                                |
| ------- | ------- | ----------------- | ------------------- | ------------------- | --------------------------------------------------------------- |
|         | 1       | 26                | 28 janvier 2004     | 26 mars 2004        | Rai 2                                                           |
|         | 2       | 26                | 19 avril 2005       | 14 juillet 2005     | Rai 2                                                           |
|         | 3       | 26                | 29 janvier 2007     | 28 mars 2007        | Rai 2                                                           |
|         | 4       | 26                | 15 avril 2009       | 13 novembre 2009    | Rai 2                                                           |
|         | 5       | 26                | 16 octobre 2012     | 24 avril 2013       | Rai 2 / Nickelodeon                                             |
|         | 6       | 26                | 6 janvier 2014      | 4 août 2014         | Rai 2 (épisodes 1 à 14) Rai Gulp (épisodes 15 à 26) Nickelodeon |
|         | 7       | 26                | 21 septembre 2015   | 3 octobre 2015      | Rai Gulp / Nick Jr.                                             |
|         | 8       | 26                | 15 avril 2019       | 17 septembre 2019   | Rai Yoyo                                                        |

Épisodes spéciaux
| Nombre d'épisodes | Nombre d'épisodes | Diffusion originale | Diffusion originale | Chaîne d'origine    |
| Nombre d'épisodes | Nombre d'épisodes | Début de saison     | Fin de saison       | Chaîne d'origine    |
| ----------------- | ----------------- | ------------------- | ------------------- | ------------------- |
|                   | 4                 | 27 juin 2011        | 16 octobre 2011     | Nickelodeon / Rai 2 |

### Première saison (2004)
Composée de 26 épisodes, cette saison a été diffusée entre le 28 janvier 2004 et le 26 mars 2004 sur Rai 2.
À la suite d'un concours de circonstances, Bloom, terrienne, découvre qu'elle est une fée. À l'aide de Stella, la princesse de Solaria et Fée de la Lune et du Soleil, qui deviendra par la suite sa meilleure amie, est propulsée dans un autre monde pour y suivre des cours particuliers pour les fées.
Plus tard, Stella et Bloom font la connaissance de trois autres fées, Tecna, Flora et Musa et décident par la suite de former un groupe nommé le Winx Club. Mais le monde magique n'est pas de tout repos avec les Trix, trois sorcières, qui volent d’abord le sceptre magique de Stella puis par la suite, la Flamme du Dragon. Elles vont mener l'Armée des Ténèbres à la conquête des trois écoles de Magix. Bloom découvre, à la suite de plusieurs visions représentant sa sœur aînée, la nymphe Daphné, qu'elle est la dernière survivante du royaume de Domino et héritière du pouvoir de la Flamme du Dragon. Les Winx devront alors faire preuve de courage pour combattre cette menace.

### Deuxième saison (2005)
Composée de 26 épisodes, cette saison a été diffusée entre le 19 avril 2005 et le 14 juillet 2005 sur Rai 2.
Le Phœnix de l'ombre, un être maléfique, fait son apparition, de même qu'une nouvelle fée : Layla, qui intègrera bien vite le Winx Club. Le Phœnix a délivré les Trix et se sert à présent d'elles pour récolter les quatre parties du Codex qui lui donneront accès à un pouvoir très puissant.
Stella, Bloom et Layla, accompagnées de Brandon et Sky vont devoir sauver les Mini-Fées, prisonnières du Phœnix. Pour le contrer, les Winx doivent acquérir le Charmix, des objets magiques multipliant le pouvoir des fées, obtenus en surmontant leurs plus grands défauts. Lord Darkar parvient à obtenir le Codex mais il lui manque la Flamme du Dragon pour activer celui-ci. Il se sert donc d'un clone du professeur Avalon pour capturer Bloom. Cela fait, il la rend maléfique avec l'intention d'en faire la Princesse des Ténèbres et son épouse. Stella, Layla et les Winx devront être plus puissantes que jamais si elles veulent pouvoir le vaincre et sauver Bloom.

### Troisième saison (2007)
Composée de 26 épisodes, cette saison a été diffusée entre le 29 janvier 2007 et le 28 mars 2007 sur Rai 2.
Les Trix se sont une nouvelle fois échappées de leur prison, cette fois-ci de la planète Oméga, mais elles ont ramené quelqu'un avec elles : Valtor, création des trois sorcières ancestrales. Ce dernier, bien que gentilhomme d'apparence, est décidé à conquérir la Dimension magique. Il transforme Stella en monstre dans le but de voler les pouvoirs de son royaume, Solaria. Il réussit à voler les pouvoirs de chaque planète tour à tour et s'en sert pour accroître son propre pouvoir.
Les Winx sont déterminées à le stopper à l'aide de l'Enchantix, transformation finale pour devenir une fée accomplie, gagnée en sauvant quelqu'un de sa propre planète, et peuvent guérir de n'importe quel sort grâce à la Poussière de Fée. Bloom, dont la planète a été détruite, l'obtient à force d'entraînement et de volonté. Cependant, elle ne possède pas un Enchantix complet et de plus, Valtor est intimement lié au passé de Bloom (il a été créé à partir d'une partie de la Flamme du Dragon qui était tombé dans les ténèbres, et a mené une bataille contre la Compagnie de la lumière dont ses parents faisaient partie). Cela fait des légendaires Étoiles d'Eau l'unique pouvoir capable de le vaincre, ce qui met également Bloom en danger. Fin manipulateur, il parvient à la faire hésiter en lui révélant certains mystères de son passé, mêlant mensonges et vérités.

### Quatrième saison (2009)
Composée de 26 épisodes, cette saison a été diffusée entre le 15 avril 2009 et le 13 novembre 2009 sur Rai 2.
Quand Bloom se fait attaquer à Alféa par les Sorciers du Cercle Noir, c'est le début d'une nouvelle bataille pour ramener la magie sur Terre. Afin de devenir invincibles, les sorciers sont à la recherche de la dernière fée de la Terre, mais les Winx ne comptent pas les laisser faire. Elles se mettent donc en quête du Believix, une nouvelle transformation qui les aidera à vaincre les sorciers.
Elles rencontreront ainsi Roxy, dernière fée terrienne et fée des animaux. Ensemble, elles parviennent à libérer les fées terriennes de leur royaume où elles étaient enfermées depuis si longtemps, qui se trouve sur l'île de Tir Nan Og. Cependant, celles-ci s'avèrent ivres de vengeance envers les sorciers et les terriens, qui les ont, selon elles, abandonnées. Bloom, Stella et les Winx vont donc devoir utiliser les cadeaux du destin, des pouvoirs qui les aideront à ramener les fées à la raison : le Sophix et le Lovix. Le troisième cadeau, le cadeau noir, permet de ramener à la vie une seule fois. Il sera cependant l'une des raisons qui poussera Layla, folle de chagrin à la suite de la mort de Nabu qui s'est sacrifié pour sauver les fées de la Terre, à trahir les Winx pour se rallier à Nébula, une fée vengeresse. De plus, une grande révélation attend Roxy à la fin de cette saison.

### Cinquième saison (2012-2013)
Composée de 26 épisodes, cette saison a été diffusée entre le 16 octobre 2012 et le 24 avril 2013 sur Rai 2. Il s'agit de la première saison co-produite avec les États-Unis, où elle a été lancée le 26 août 2012 sur Nickelodeon avec le cinquième épisode de la saison. Aux États-Unis, la diffusion s'est faite sur plusieurs mois avec un rythme inconsistant et s'est terminée le 22 septembre 2013.
Tritannus, le cousin triton de Layla, tente d'assassiner son frère jumeau Néréus pour prendre sa place en tant qu'héritier du trône. Pour cela, il est emprisonné. Pendant sa détention, il rencontre les Trix et tombe sous le charme d'Icy, et ce réciproquement, malgré le mécontentement de Stormy et Darcy. Ayant ingéré de la pollution en provenance de la Terre, Tritannus se transforme en monstre et se libère, ainsi que les Trix. Son but : devenir Empereur de l'Océan Infini.
Leur Believix n'étant pas très efficace sous l'eau, les Winx se lancent donc dans la quête du Sirenix afin de vaincre Tritannus et les Trix. Elles sont aidées du pouvoir Harmonix et ont un cycle lunaire pour accomplir cette quête, sans quoi, à cause d'une malédiction pesant sur le Sirenix, elles perdront tous leurs pouvoirs à jamais. Et comme si cela ne suffisait pas, Tritannus tente de voler des gemmes magiques aux Piliers sous-marins qui protègent l'équilibre de la Dimension Magique pour activer le Trône de l'Empereur et devenir l'empereur de l'Océan Infini.
Durant cette saison, Stella, Layla, Flora, Techna, Musa et Bloom feront chacune la connaissance des Selkies, petites créatures avec qui elles tisseront des liens, et qui sont les gardiennes des portails qui relient les océans de la Dimension entre eux. Et à la fin de la saison, Bloom fera un vœu exceptionnel qui va changer sa vie et celle d'une autre.

### Sixième saison (2013-2014)
Composée de 26 épisodes, cette saison a été diffusée entre le 6 janvier 2014 et le 4 août 2014, d'abord sur Rai 2 jusqu'à l'épisode quatorze, puis sur Rai Gulp à partir du quinzième.
Il s'agit de la seconde saison co-produite avec les États-Unis, où elle a été lancée le 29 septembre 2013 sur Nickelodeon. Aux États-Unis, la diffusion de cette saison s'est étalée sur trois ans en raison d'un rythme inconsistant et s'est terminée le 22 novembre 2015.
Une nouvelle année commence dans les 3 écoles de Magix. Parmi les nouvelles élèves de Tour Nuage se trouvent Selina, une amie d'enfance de Bloom devenue sorcière. Elle est capable de ramener à la vie les légendes contenues dans un mystérieux livre appelé le Légendarium. Un tel pouvoir intéresse beaucoup les Trix, qui, après s'être emparées de Tour Nuage, décident de se servir de Selina pour leurs projets de conquête des écoles de toute la dimension magique.
Lors d'une attaque, les Winx perdent leurs pouvoirs, à l'exception de Bloom. Elle partage alors sa Flamme du Dragon avec ses amies Stella, Musa, Techna, Layla et Flora ce qui après un grand acte de courage, leur donne le nouveau pouvoir Bloomix. Mais Selina poursuit son propre but : libérer Achéron, grand sorcier maléfique qui est lui-même le créateur du Légendarium. L'aide d'Eldora, fée marraine et ex-mentor de Selina, ne sera pas de trop pour empêcher les Trix et Selina d'utiliser le Légendarium. L'unique moyen d'y parvenir est de reconstituer la clé du Légendarium afin de le fermer à jamais. Pour cela, les Winx devront faire appel à des baguettes magiques qui leur donneront le pouvoir Mythix, qui à son tour leur permettra d'entrer dans le mystérieux monde du Légendarium. Au cours de l'aventure, Riven quittera le club, mais Musa sera tout de même en mesure de comprendre le départ de celui-ci.

### Septième saison (2015)
Composée de 26 épisodes, cette saison a été diffusée entre le 21 septembre 2015 et le 3 octobre 2015 sur Rai Gulp. Il s'agit de la dernière saison co-produite avec les États-Unis, où elle a été diffusée entre le 10 janvier 2016 et le 10 avril 2016 sur Nick Jr.
Le Winx Club est à nouveau plongé dans une aventure semée d'embûches et de rebondissements. Cette fois, Stella, Flora, Musa, Tecna, Layla et Bloom seront accompagnées de leur ancienne amie qui étudie actuellement à Alféa : Roxy. En effet, une fée transmorphique machiavélique et sauvage du nom de Kalshara et son frère Brafilius, tentent de capturer les animaux féeriques et ainsi avoir leur magie. Avec l'aide du pouvoir Butterflix, obtenu en prouvant leur respect de la nature en sauvant des animaux féeriques, les Winx vont se battre pour assurer leur sécurité en voyageant dans le temps grâce aux pierres de mémoire que leur a données Madame Faragonda.
Les Winx développeront chacune un lien très fort avec un animal féerique, ce qui les mènera notamment au pouvoir Tynix qu'ils leur confieront par la suite. Grâce à ce nouveau pouvoir, elles auront accès aux différents mini-mondes disséminés dans la dimension magique. Ainsi, elles peuvent aider les espèces en voie de disparition ainsi que rechercher et protéger le pouvoir de magie sauvage que convoitent tant Kalshara et Brafilius en déjouant tous leurs plans. De plus, les Trix s’échappent et ont enlevé Brafilius. Kalshara réclame une alliance avec les Winx pour sauver Brafilius des Trix qui ont des ennemis en commun.

### Huitième saison (2019)
Composée de 26 épisodes, cette saison a été diffusée entre le 15 avril 2019 et le 17 septembre 2019 sur Rai Yoyo.
C'est la nuit des étoiles filantes à Magix et les Winx sont prêtes pour une fête féerique sur Alféa. Mais une petite créature nommée Twinkly, après un long voyage, annonce une terrible nouvelle à Stella, Bloom et les autres Winx : elles sont les seules pouvant sauver les étoiles ! Accompagnées de leur nouvelle amie, les Winx vont s'embarquer dans une aventure cosmique guidé par les Lumens, des créatures générant de la poussière d'étoile. Grâce à elles, les Winx vont acquérir une lumineuse et incroyable transformation pour combattre de mystérieuses menaces qui pourraient mettre en péril l'Univers Magique. Vont-elles battre les ombres qui se dressent contre les étoiles ? Dans cette aventure, un vieil ennemi des Winx fera son retour.

### Épisodes spéciaux
Quatre épisodes de 42 minutes ont été produits en 2011 afin de ré-introduire la série au public anglophone à la suite du contrat de co-production signé avec Nickelodeon. La chaîne américaine ayant voulu entamer la diffusion de la série à partir de la troisième saison, Rainbow S.p.A. a produit ces épisodes remake résumant les événements des deux premières saisons avec une nouvelle animation plus récente.
Ils ont été diffusés entre le 27 juin 2011 et le 16 octobre 2011 sur Nickelodeon aux États-Unis. En Italie, ils ont été diffusés entre le 21 novembre 2011 et le 12 décembre 2011 sur Rai 2.
Les trois premiers épisodes résument la première saison et le dernier résume la deuxième.
1. Wouah c'est Magix ! (Il destino di Bloom)
2. Impitoyables Trix (La vendetta delle Trix)
3. Nuits noires à Alféa (Battaglia per Magix)
4. X : La Fin du Phénix (La fenice d'ombra)

## Accueil

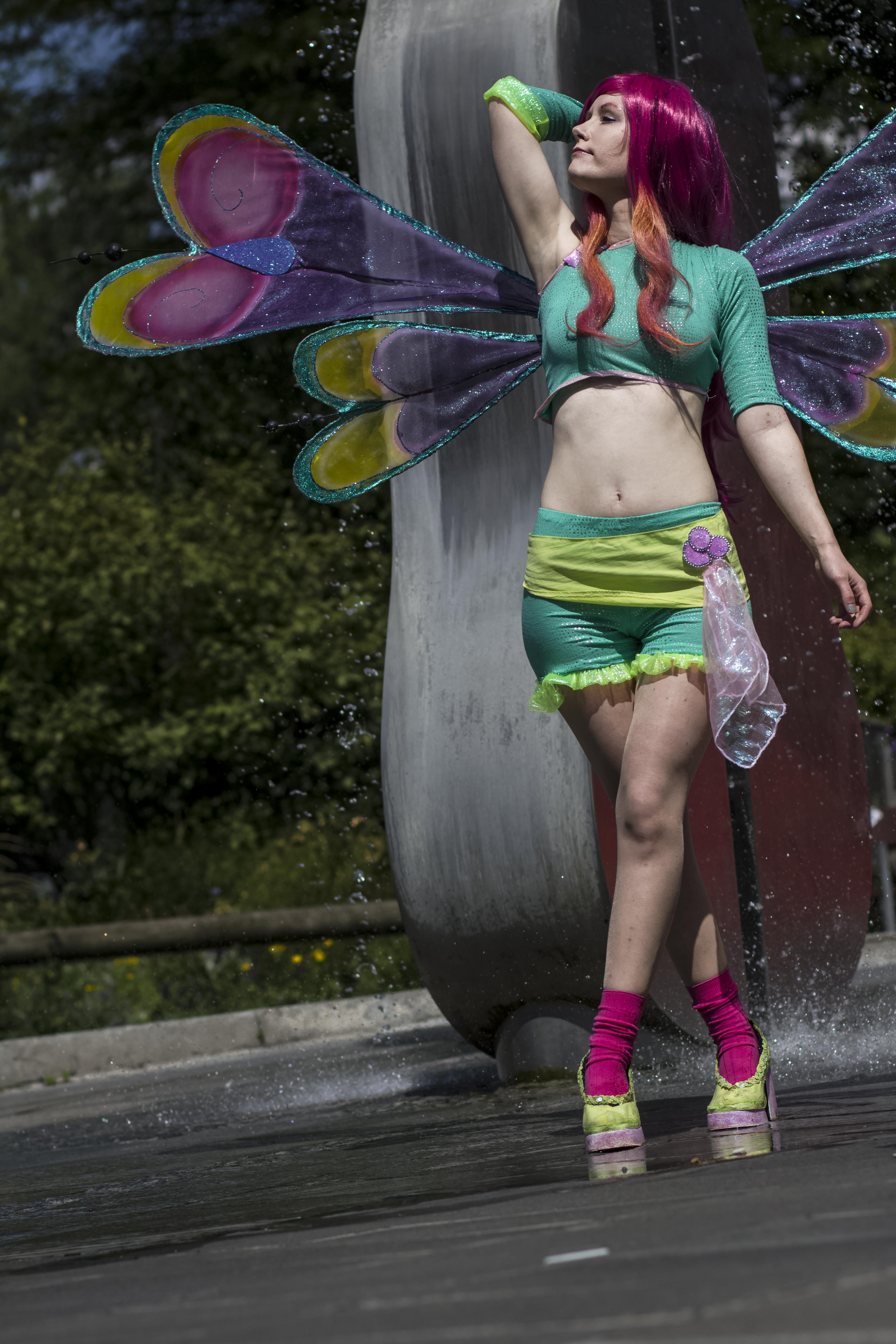
Un cosplay du personnage de Roxy.

### Audiences
En Italie, Winx Club s'est rapidement imposé comme un succès d'audience. Lors de la diffusion de la première saison en 2004, la série était l'un des programmes les plus regardés de Rai 2 avec une part d'audience de 17%, dont 45% chez les spectateurs de 4 à 14 ans. En France et en Belgique, la série réalisait 56% de part d'audience chez les 10-14 ans. D'après Rai 2, en 2009, la série attirait autant un public masculin que féminin parmi les enfants de 4-14 ans avec seulement 3% de plus de spectateurs féminin. Le lancement de la quatrième saison a battu le record d'audience pour une série d'animation sur Rai 2 avec 500 000 de spectateurs.
En 2007, Iginio Straffi dévoile que les audiences de la série sont très basses dans les pays anglophones. Pour le créateur, cela est dû à une différence culturelle. C'est cette différence qui pousse le groupe ViacomCBS à s'intéresser à la série pour tenter de lui faire connaître le même succès qu'en Europe dans les pays anglophones.
Lors de la diffusion du premier épisode spécial sur Nickelodeon aux États-Unis, la série attire 2,27 million de spectateurs. Les suivants arrivent à le surpasser, avec le dernier qui devient le programme le plus regardé par les 2-11 ans lors de sa diffusion. En 2012, Nickelodeon dévoile que la série a attiré en tout 38,5 million de spectateurs en comptabilisant les audiences de neuf versions de la chaîne dans le monde.

### Réception et critiques
Dans un article de 2007 pour The New York Times, dans lequel elle analyse le phénomène que représente la série en Europe, la professeure Paola Dubini déclare que les thèmes et personnages de la série plaisent autant à sa cible que à leurs parents. Pour Dubini, les « personnalités définies et différentes des fées » les rendent accessibles aux téléspectateurs. Sur Common Sense Media la série obtient trois étoiles avec un consensus qui indique qu'il s'agit d'une « histoire imaginative avec des héroïnes audacieuses et engagées » mais qui reproche néanmoins à la série sa manière de représenter le corps de ses personnages féminins.
Winx Club a suscité l'intérêt des universitaires pour sa représentation des rôles de genres. Dans le journal de la Volgograd State University, les sociologistes russes Georgiy Antonov et Elena Laktyukhina jugent que les personnages féminins de la série sont représentés comme dominants, alors que les personnages masculins sont passifs. Pour eux, la série inverse les rôles. Comme exemple, ils expliquent que les fées se battent souvent pour sauver leurs petits amis ou les invitent elles-mêmes à des rendez-vous. Pour Zalina Dokhova et Tatiana Cheprakov de la Kabardino-Balcarian State University, la série contient à la fois des représentations et stéréotypes positifs et négatifs. Pour eux, Stella est un personnage qui répond aux stéréotypes de la femme ayant une attirance pour le shopping et les vêtements, alors que Layla est plus réaliste avec une passion pour le sport, un élément principalement masculin.
La professeure Jeanne Prinsloo de l'Université Rhodes écrit en 2014 que la série contient « une narration complexe avec des héroïnes féminines actives et des relations positives qui valide le girl power ». Dans une interview pour le Corriere della Sera, la psychothérapeute Gianna Schelotto met en avant les nombreux aspects positifs de la série comme l'amitié qui permet d'éloigner les spectateurs des « mannequins vers lesquels le succès commercial mondial essaye de les attirer ». Le magazine italien Il Sole 24 Ore écrit également un article positif sur les thèmes féministes de la série avec ses personnages qui « exposent le narcissisme de la masculinité ».
En juin 2017, un épisode de la série où les fées sont en maillot de bain fait controverse au Pakistan. La Pakistan Electronic Media Regulatory Authority donne alors une amende à Nickelodeon.

### Procès
En avril 2004, The Walt Disney Company porte plainte pour atteinte au droit d'auteur contre Rainbow S.p.A. Disney accuse le studio italien d'avoir copié le concept de leur série de bande dessinée W.I.T.C.H. pour créer Winx Club. La société américaine demande alors l'interruption de la série Winx Club ainsi que de son magazine dérivé et souhaite rendre invalide la marque Winx Club et saisir le matériel périodique et audiovisuel portant le nom de Winx Club, les considérant comme de la contrefaçon.
Rainbow S.p.A. remporte le procès, le juge ne trouvant pas assez de similarité entre les deux. Iginio Straffi précise que Winx Club est entré en production en 2000 alors que le premier volume de W.I.T.C.H. a été publié en avril 2001. En août 2004, les réclamations de Disney ont été officiellement rejetées.
Dans une interview pour IO Donna, le journaliste demande à Straffi de décrire ce que cela faisait d'être « l'une des personnes les plus détestées par Disney ». Straffi déclare que, en tant que fondateur d'un petit studio étranger, il était heureux d'avoir vaincu un gros conglomérat : « j'ai ressenti une certaine fierté d'avoir embêté un géant. C'est inspirant ». Il déclarera par la suite qu'il évite désormais de travailler avec Disney à la suite du procès : « ils ont perdu toute chance d'explorer notre créativité ».

## Personnages
Magix est composé de trois écoles de magie : Alféa, la Fontaine Rouge et la Tour Nuage. Alféa est l'université des fées qui peuvent suivre des cours d'enchantements ou de potions magiques, elles apprennent à y développer leurs pouvoirs. La Fontaine Rouge est l'école où les garçons deviennent Spécialistes, des guerriers habiles dans l'usage de la magie et de la technologie. Quant à la Tour Nuage, les sorcières y peaufinent leurs arts maléfiques et les sorts de magie noire.

### LesWinx

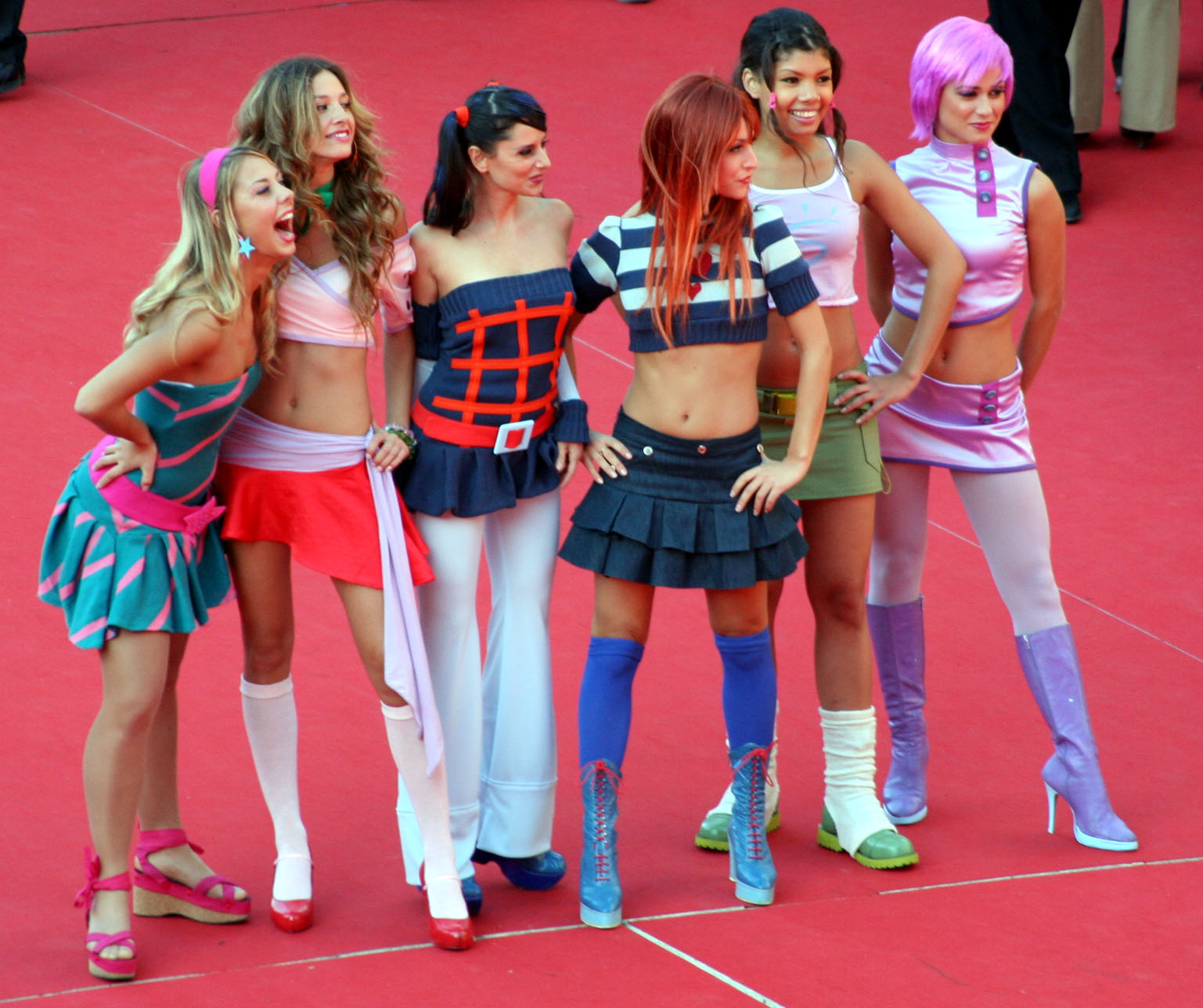
Actrices portant les costumes des Winx lors de l'avant-première du film Winx Club : Le Secret du royaume perdu en Italie.

- Bloom détient le pouvoir de la Flamme du Dragon, qui est le plus puissant pouvoir de toute la dimension magique. Elle possède le don de guérison grâce à son pouvoir et est également la princesse de Domino, sa planète natale.
- Stella est la princesse du royaume de Solaria, elle est la fée du Soleil et de la Lune, elle possède également un sceptre magique puissant, qui lui permet à elle ou aux autres Winx de se téléporter n’importe où et quand elle le souhaite. Son pouvoir de la lumière est l'antagoniste parfait des forces et puissances de l'Ombre.
- Flora est la fée de la Nature, au tempérament timide, elle aime particulièrement les plantes et tout ce qui concerne la nature.
- Musa est la fée de la Musique et la fille de deux musiciens. Cependant, elle a perdu sa mère en étant très jeune.
- Tecna est la fée de la Technologie, elle est toujours première de la classe et fourmille les meilleures idées pour contrer les ennemis de la Dimension Magique.
- Layla ''Aïsha'' (en version originale) est la princesse du royaume d'Andros, elle adore faire du sport et est la fée des Fluides. Elle est arrivée plus récemment dans le groupe.

### LesTrix
- Icy est la sorcière de Glace. Elle est l’aînée des trois, cruelle et maligne, et mettant au point les plans diaboliques. Elle déteste particulièrement Bloom, Stella et Flora.
- Darcy est la sorcière des Illusions et des Ténèbres. Elle est considérée comme la plus sensible des Trix, pouvant néanmoins se montrer sournoise. Elle s’en prend spécifiquement à Stella et Musa.
- Stormy est la sorcière de la Foudre et des Tempêtes. De nature colérique, elle est celle qui attaque le plus souvent les Winx, notamment Musa.

## Univers étendu
À la suite de son succès, la série est devenue une franchise avec des adaptations cinématographiques et des séries dérivées.

### Films d'animation
La série a connu trois adaptations cinématographiques sorties au cinéma en Italie. Les films se déroulent dans la continuité de la série.
- Winx Club : Le Secret du royaume perdu (Winx Club : Il segreto del regno perduto) d'Iginio Straffi, sorti en 2007. Il se déroule après les événements de la troisième saison de la série.
- Winx Club 3D : L'Aventure magique (Winx Club 3D : Magica avventura) d'Iginio Straffi, sorti en 2010. Il se déroule durant les événements de la quatrième saison de la série.
- Winx Club : Le Mystère des abysses (Winx Club : Il mistero degli abissi) d'Iginio Straffi, sorti en 2014. Il se déroule après les événements de la cinquième saison de la série.

### Pop Pixie
Première série dérivée, Pop Pixie est centrée sur les Pixies et suit leurs aventures et leurs quotidiens dans un petit village, Pixieville, se trouvant dans la forêt de Magix. La série a été lancée en 2011 sur Rai 2.

### Le Monde des Winx
Cette seconde série dérivée suit les Winx après les événements de la septième saison de la série. Dans Le Monde des Winx, les filles sont chercheuses de talent pour l'émission WOW!. Parallèlement, elles enquêtent sur des menaces mystérieuses comme un voleur de talent ou une maléfique Fée Clochette. La série a été lancée 2016 sur le service Netflix partout dans le monde en dehors de l'Italie où elle a été diffusée sur Rai Gulp.

## Autour de la série

### Winx Club en concert
Au fil des saisons, les Winx interprètent plusieurs chansons qui sont par la suite sorties sur le DVD Winx Club en concert qui se compose de 15 clips.
Dans le groupe, Layla est à la batterie, Tecna utilise un synthétiseur, Flora a une basse et Stella et Musa sont à la guitare. Bloom est la chanteuse du groupe et il arrive à Musa de l'accompagner quelquefois.
Sur le DVD de Winx Club en concert, chaque clip illustre le thème d'une chanson. Certaines chansons traitent de thèmes particuliers concernant la vie des Winx. Certains clips sont des vidéos inédites tandis que d'autres ont été réalisés à partir d'extraits d'épisodes des saisons de la série.
| No  | Titre                       | Durée |
| --- | --------------------------- | ----- |
| 1.  | Tu es la seule              | 3:42  |
| 2.  | Rêve                        | 3:24  |
| 3.  | Les Rêves à ma façon        | 3:38  |
| 4.  | Chanson de Mambochiwambo    | 2:50  |
| 5.  | Inaccessible                | 4:25  |
| 6.  | Une vie de star             | 2:52  |
| 7.  | Tous mes rêves              | 4:26  |
| 8.  | Je parle un peu de moi      | 3:35  |
| 9.  | Une réaction s'enchaîne     | 4:11  |
| 10. | Ma chanson                  | 3:11  |
| 11. | Un royaume lointain         | 2:30  |
| 12. | Attrape-le si tu peux       | 3:02  |
| 13. | Ensemble                    | 3:39  |
| 14. | Ta musique, c'est la mienne | 2:30  |
| 15. | Quand tu es avec moi        |       |

## Franchise médiatique

### Gamme de produits dérivés
Dès le début de la série, Iginio Straffi commence à vendre les droits d'utilisation de Winx Club pour pouvoir financer les projets de Rainbow S.p.A.. En 2008, il dévoilera que presque tout ce que les produits dérivés de la série lui ont rapporté financièrement, a été investi dans le studio. Lors de la diffusion de la première saison, plus de 6 000 produits dérivés ont été produits par des sociétés externes.
En 2014, les produits dérivés de la franchise Winx Club avait générés plus de 50 millions d'euros par année, avec la majeure partie de cet argent utilisée pour en produire d'autres produits. D'après le magazine VideoAge International, Rainbow S.p.A. ne touchait que 10% de ce que les produits dérivés rapportaient, voire parfois seulement 5% selon les sociétés. Mattel était la principale entreprise chargée des produits jusqu'en 2012, quand Nickelodeon rejoint la franchise et choisit Jakks Pacific comme nouveau partenaire. Pour promouvoir la franchise, Nickelodeon dépense alors plus de 100 millions de dollars.
Une collection de poupées commence à être éditée en janvier 2004. En 2016, plus de 100 collections différentes avaient été éditées et plus de 60 millions de poupées vendues.

### Spectacles et théâtre
En septembre 2005, un spectacle musical intitulé Winx Power Show fait ses débuts en Italie. Devant le succès en Italie, la tournée s'est poursuivie dans plusieurs pays d'Europe dont la Belgique, les Pays-Bas, ou encore le Portugal où elle s'est terminée.
En novembre 2008, un spectacle de patinage artistique intitulé Winx On Ice entame une tournée européenne, avec la participation de la championne d'Europe de patinage artistique Carolina Kostner. Le spectacle, composé d'une douzaine de chansons, suit les Winx alors qu'elles essayent d'aider une fée terrestre à sortir de l'influence des Trix. En France, le spectacle a été joué au palais omnisports de Paris-Bercy entre le 12 mars et le 14 mars 2010.

### Parc d'attraction
|                                                                                      |  |  |
| L'école d'Alféa et l'un des décors de l'attraction Pianeta Winx à Rainbow Magicland. |  |  |

En 2011 est inauguré le parc d'attraction Rainbow Magicland. Ce parc, appartenant à Alfa Park, se trouve dans la région de Rome, à Valmontone. La société signe avec Rainbow S.p.A. afin de pouvoir utiliser ses personnages et univers comme thème dans le parc.
Winx Club devient alors un élément important du parc avec notamment la construction de l'école d'Alféa dans le parc, ainsi qu'une attraction intitulée Pianeta Winx dans laquelle les visiteurs visitaient une forêt magique avec le groupe de fées. En plus, le parc propose régulièrement des spectacles avec des danseuses qui interprètent les Winx. L'une des parties du parc est également aménagée sur le thème de la série dérivée Pop Pixie pour les plus jeunes enfants.
Néanmoins, en 2020, Alfa Park arrête son partenariat avec Rainbow S.p.A. et le parc est renommé MagicLand. Lors de sa réouverture, tous les éléments liés à Winx Club et aux autres séries du studio ont été supprimés.
En 2025, la série fait son retour au parc avec une nouvelle version de Pianeta Winx, désormais intitulée Magic Winx Club. Cette version intègre à la fois des éléments de la série originale et du reboot de 2025 avec de nouveaux effets. L'attraction est inaugurée le 12 avril 2025 avec une cérémonie et un concert organisés pour l'occasion.

### Série de romans
En France, une série de romans, principalement écrite par Sophie Marvaud, est éditée par Hachette Jeunesse dans la collection Bibliothèque Rose. Il s'agit de novélisation des épisodes de la série.
| Tome       | Titre                                         | Sortie            | Épisode                      | ISBN                     |
| ---------- | --------------------------------------------- | ----------------- | ---------------------------- | ------------------------ |
| 1          | Les pouvoirs de Bloom                         | 21 mai 2005       | 1x01                         | (ISBN 2-0120-1029-6)     |
| 2          | Bienvenue à Magix                             | 21 mai 2005       | 1x02                         | (ISBN 2-0120-1030-X)     |
| 3          | L'université des fées                         | 1er août 2005     | 1x03                         | (ISBN 2-0120-1047-4)     |
| 4          | La voix de la nature                          | 12 octobre 2005   | 1x04                         | (ISBN 2-0120-1050-4)     |
| 5          | La Tour Nuage                                 | 8 janvier 2006    | 1x07                         | (ISBN 2-0120-1051-2)     |
| 6          | Le Rallye de la Rose                          | 8 mars 2006       | 1x08                         | (ISBN 2-0120-1052-0)     |
| 7          | Les Mini-fées                                 | 24 mai 2006       | 2x02                         | (ISBN 2-0120-1154-3)     |
| 8          | Le mariage de Brandon                         | 12 juillet 2006   | 2x06                         | (ISBN 2-0120-1169-1)     |
| 9          | L'étrange Avalon                              | 20 septembre 2006 | 2x09                         | (ISBN 2-0120-1223-X)     |
| 10         | À la poursuite du Codex                       | 2 novembre 2006   | 2x10                         | (ISBN 2-0120-1230-2)     |
| 11         | Sur la planète du prince Sky                  | 29 novembre 2006  | 2x14                         | (ISBN 2-0120-1231-0)     |
| 12         | Que la fête continue                          | 10 janvier 2007   | 2x15                         | (ISBN 2-0120-1236-1)     |
| 13         | Alliance impossible                           | 7 mars 2007       | 2x17                         | (ISBN 2-0120-1375-9)     |
| 14         | Le village des mini-fées                      | 9 mai 2007        | 2x20                         | (ISBN 2-0120-1389-9)     |
| 15         | Le pouvoir du Charmix                         | 30 mai 2007       | 2x21                         | (ISBN 2-0120-1398-8)     |
| 16         | Le royaume de Darkar                          | 21 juin 2007      | 2x23                         | (ISBN 2-0120-1448-8)     |
| 17         | La marque de Valtor                           | 29 août 2007      | 3x02                         | (ISBN 2-0120-1477-1)     |
| 18         | Le Miroir de Vérité                           | 3 octobre 2007    | 3x04                         | (ISBN 2-0120-1471-2)     |
| 19         | La poussière de fée                           | 31 octobre 2007   | 3x05                         | (ISBN 2-0120-1485-2)     |
| 20         | L'arbre enchanté                              | 3 janvier 2008    | 3x11                         | (ISBN 2-0120-1547-6)     |
| 21         | Le sacrifice de Tecna                         | 6 février 2008    | 3x13                         | (ISBN 2-0120-1553-0)     |
| 22         | L'île aux dragons                             | 14 mars 2008      | 3x15                         | (ISBN 2-0120-1606-5)     |
| 23         | Le mystérieux Ophir                           | 14 mars 2008      | 3x18                         | (ISBN 2-0120-1607-3)     |
| 24         | La fiancée de Sky                             | 3 septembre 2008  | 3x07                         | (ISBN 2-0120-1608-1)     |
| 25         | Le prince ensorcelé                           | 7 janvier 2009    | 3x09                         | (ISBN 2-0120-1609-X)     |
| 26         | Le destin de Layla                            | 4 mars 2009       | 3x23                         | (ISBN 2-0120-1610-3)     |
| 27         | Les trois sorcières                           | 6 mai 2009        | 3x24                         | (ISBN 2-0120-1801-7)     |
| 28         | La magie noire                                | 3 juin 2009       | 3x25                         | (ISBN 2-0120-1844-0)     |
| 29         | Le combat final                               | 12 août 2009      | 3x26                         | (ISBN 2-0120-1872-6)     |
| 30         | Les chasseurs de fées                         | 4 novembre 2009   | 4x01                         | (ISBN 2-0120-1936-6)     |
| 31         | Le secret des mini-fées                       | 6 janvier 2010    | 4x02                         | (ISBN 2-0120-1981-1)     |
| 32         | Les animaux magiques                          | 5 mai 2010        | 4x04                         | (ISBN 2-0120-2022-4)     |
| 33         | Une fée en danger                             | 2 juin 2010       | 4x06                         | (ISBN 2-0120-2067-4)     |
| 34         | Le pouvoir du Believix                        | 25 août 2010      | 4x07                         | (ISBN 2-0120-2068-2)     |
| 35         | La magie du Cercle Blanc                      | 3 novembre 2010   | 4x08                         | (ISBN 2-0120-2130-1)     |
| 36         | La vengeance de Nebula                        | 5 janvier 2011    | 4x09                         | (ISBN 2-01-202186-7)     |
| 37         | Le rêve de Musa                               | 4 mai 2011        | 4x10                         | (ISBN 2-01-202308-8)     |
| 38         | Les pouvoirs de Roxy                          | 6 juillet 2011    | 4x11                         | (ISBN 2-01-202317-7)     |
| 39         | Une nouvelle mission                          | 31 août 2011      | 4x12                         | (ISBN 2-01-202428-9)     |
| 40         | Le royaume des fées                           | 2 novembre 2011   | 4x15                         | (ISBN 2-01-202529-3)     |
| 41         | L'île mystérieuse                             | 4 janvier 2012    | 4x16                         | (ISBN 2-01-202571-4)     |
| 42         | La vengeance de la nature                     | 1er mars 2012     | 4x18                         | (ISBN 2-01-202572-2)     |
| 43         | Le retour des sorciers                        | 2 mai 2012        | 4x20                         | (ISBN 978-2-01-202589-9) |
| 44         | Le Secret de Morgana                          | 4 juillet 2012    | 4x23                         | (ISBN 978-2-01-202590-5) |
| 45         | La cérémonie royale                           | 19 septembre 2012 | 5x01                         | (ISBN 978-2-01-203233-0) |
| 46         | Le retour des Trix                            | 31 octobre 2012   | 5x02                         | (ISBN 978-2-0120-3241-5) |
| 47         | La transformation de Tecna                    | 9 janvier 2013    | 5x04                         | (ISBN 978-2-01-203251-4) |
| 48         | Le pouvoirs d'Harmonix                        | 27 février 2013   | 5x06                         | (ISBN 978-2-01-203262-0) |
| 49         | Les pierres magiques                          | 2 mai 2013        | 5x07                         | (ISBN 978-2-01-203281-1) |
| 50         | La planète Zénith                             | 26 juin 2013      | 5x09                         | (ISBN 978-2-01-204284-1) |
| 51         | L’océan des Fleurs                            | 28 août 2013      | 5x11                         | (ISBN 978-2-01-204287-2) |
| 52         | Le pendentif d'Éraklion                       | 30 octobre 2013   | 5x11                         | (ISBN 978-2-01-204289-6) |
| 53         | L'Empereur des Océans                         | 16 avril 2014     | 5x14                         | (ISBN 978-2-01-204301-5) |
| 54         | L'épée de Neptune                             | 30 avril 2014     | 5x16                         | (ISBN 978-2-01-204525-5) |
| 55         | La vengeance de Tritannus                     | 26 novembre 2014  | 5x17                         | (ISBN 978-2-01-204526-2) |
| 56         | La Bataille Finale                            | 26 novembre 2014  | 5x22                         | (ISBN 978-2-01-400399-4) |
| 57         | Le legendarium                                | 27 janvier 2016   | 6x01                         | (ISBN 978-2-01-011095-5) |
| 58         | La Flamme du Dragon                           | 17 février 2016   | 6x03                         | (ISBN 978-2-01-195747-4) |
| 59         | Le pouvoir Butterflix                         | 1er juin 2016     | 7x01                         | (ISBN 978-2-01-948834-5) |
| 60         | La licorne de Bloom                           | 17 août 2016      | 7x11                         | (ISBN 978-2-01-155341-6) |
| 61         | Le papillon d'or                              | 9 novembre 2016   | 7x22                         | (ISBN 978-2-01-948835-2) |
| Hors-série | Le Secret du Royaume Perdu - Le roman du film | 19 mars 2008      | Novélisation du film         |                          |
| Hors-série | Hors série Winx Club le film                  | 15 octobre 2008   | Novélisation du film + bonus |                          |
| Hors-série | Winx on Ice - Le roman du spectacle           | 3 mars 2010       | Novélisation du spectacle    |                          |
| Hors-série | 3D Aventure Magique ! - Le roman du film 2    | 23 mars 2011      | Novélisation du film 2       |                          |

### Bandes dessinées et magazine
En avril 2004, un magazine mensuel Winx Club commence à être publié en Italie. Chaque numéro contient une bande dessinée qui adapte des épisodes de la série ou parfois, des aventures inédites du groupe de fées.
En 2014, il est dévoilé qu'environ 55 000 exemplaires du magazine sont vendus par mois en Italie. En France, le magazine était publié par Panini Comics puis les bandes dessinées étaient ensuite ré-éditées par Carabas.

### Jeux vidéo
| Années | Titres                                                           | Développeur              | Éditeur               | Plateformes          |
| ------ | ---------------------------------------------------------------- | ------------------------ | --------------------- | -------------------- |
| 2005   | Winx Club                                                        | DC Studios               | Konami                | GBA                  |
| 2006   | Winx Club                                                        | DC Studios               | Konami                | PC PS2               |
| 2006   | Winx Club: Quest for the Codex                                   | Powerhead Games          | Konami                | GBA DS               |
| 2007   | Winx Club: Join the Club                                         | n-Space                  | Konami                | PSP                  |
| 2008   | Winx Club: Mission Enchantix                                     | Powerhead Games          | Konami                | DS                   |
| 2009   | Winx Club: Secret Diary 2009                                     | Team 3 Games Ltd         | Konami                | DS                   |
| 2009   | Dance Dance Revolution: Winx Club                                | Bemani                   | Konami                | Wii                  |
| 2009   | Winx Club : Ton Univers Magique (Winx Club: Your Magic Universe) | Powerhead Games          | Konami                | DS                   |
| 2010   | Winx Club: Believix in You                                       | ForwardGames Productions | Namco Bandai Partners | DS                   |
| 2010   | Winx Club: Rockstars                                             | RIZ Inc.                 | Namco Bandai Partners | DS                   |
| 2012   | Winx Club : La Fête des Fées (Winx Club: Magical Fairy Party)    | 1st Playable Productions | D3 Publisher          | DS                   |
| 2014   | Winx Club : Au Secours d’Alfea (Winx Club: Saving Alfea)         | 1st Playable Productions | Little Orbit          | DS 3DS               |
| 2017   | Winx Club: Alfea Butterflix Adventures                           | EM Studios               | Tsumanga Studios      | Xbox One Xbox Series |

## Adaptation en prise de vue réelle

### Projet de film
En 2016, Hollywood Gang Production signe avec Rainbow S.p.A. pour la production d'une adaptation cinématographique en prise de vue réelle de Winx Club. La société lance alors le développement du film, prévu pour être distribué par Warner Bros.. Néanmoins, le projet ne décolle jamais et la société perd les droits d'adaptation de la franchise. Deux ans plus tard, en 2018, le service Netflix récupère les droits et annonce une série télévisée en prise de vue réelle. Le projet de film est alors annulé au profit de la série.
En 2022, à la suite de l'annulation de la série de Netflix après la diffusion de sa seconde saison, Iginio Straffi annonce qu'il relance le projet avec un budget de 100 millions de dollars. Straffi déclare qu'il est à la recherche d'un studio américain avec qui produire le film qu'il décrit comme plus fidèle à la série originale, visant un public d'adulte ayant grandit avec la série et dont le ton serait proche de la franchise Harry Potter et des films de super-héros.

### Série télévisée
En 2018, alors qu'un projet d'adaptation cinématographique en prise de vue réelle était en développement depuis 2016, le service Netflix, qui a déjà collaboré avec Rainbow S.p.A. pour la diffusion du spin-off Le Monde des Winx, récupère les droits d'adaptation de la franchise et annonce le développement d'une série télévisée.
Intitulée Destin : La Saga Winx, il s'agit d'une série télévisée destinée à un public plus mature que la série d'animation originale. Destin adapte très librement la série originale. Elle est lancée officiellement le 22 janvier 2021, partout dans le monde sur Netflix. Néanmoins, l'adaptation ne rencontre pas le succès de la série d'animation et est annulée par Netflix en novembre 2022, quelques mois après la diffusion de sa deuxième saison.

## Reboot
En 2022, Iginio Straffi annonce qu'un reboot de la série animée est en développement. Il confirme également le retour de Rai Ragazzi à la production. Cette nouvelle série en animation 3D, intitulée Winx Club : La magie est de retour, sera lancée dans le courant de l'année 2025.